# 小行星21581
小行星21581（21581 Ernestoruiz）是一颗绕太阳运转的小行星，为主小行星带小行星。该小行星于1998年9月发现。

## 轨道参数
小行星21581的轨道半长轴为451 296 256 km（3.0166862 UA），离心率为0.045。